# مارغريت مالر
مارغريت شونبيرغر مالر (بالألمانية: Margaret Schönberger Mahler) ـ (10 مايو 1897 ـ 2 أكتوبر 1985) هي طبيبة مجرية، تحول اهتمامها لاحقًا إلى الطب النفسي. كانت من أبرز الرموز في عالم التحليل النفسي، وكان اهتمامها الأساسي ينصبّ على تنشئة الطفل الطبيعية، غير أنها تعمقت في دراسة الطب النفسي للأطفال. تتلمذت على البروفيسور يوسف إبراهيم في جامعة يينا الألمانية بين عامي 1920 و1922.

## حياتها
ولدت مارغريت مالر في 10 مايو عام 1897 لعائلة يهودية في بلدة صغيرة في غرب المجر تدعى سوبرون. عاشت مارغريت وأختها الصغرى طفولةً صعبة بسبب زواج والديهما المضطرب. وبالرغم من ذلك، عمل والدها على تشجيعها للتفوق في الرياضيات والعلوم الأخرى، لتلتحق بعد إنهائها المدرسة الثانوية لتلتحق بمدرسة فاتسي أوتساي العليا حيث لم يكن استمرار المرأة في التعليم الرسمي معتادًا في ذلك الوقت. كانت بودابست ذات تأثير كبير على حياتها الشخصية والمهنية؛ حيث قابلت هناك المحلل النفسي الهنغاري المؤثر شاندور فيرينزي، وأصبحت مفتونة بمفهوم العقل الباطن، وشُجِّعت على قراءة أعمال سيغموند فرويد.
بدأت شونبيرغر في سبتمبر عام 1916 دراساتها حول تاريخ الفن في جامعة بودابست، لكنها انتقلت في يناير عام 1917 إلى كلية الطب. لتبدأ تدريبها الطبي في جامعة ميونيخ بعد ثلاثة فصول دراسية، ولكن هذا لم يستمر؛ إذ أُجبِرَت على المغادرة بسبب الضغوط المتزايدة على اليهود. انتقلت في ربيع عام 1920 إلى جامعة جينا، وهناك بدأت تدرك مدى أهمية اللعب والحب للرضع ليكبروا بصحة عقلية وجسدية جيدة. تخرجت شونبيرغر بامتياز في عام 1922، وغادرت إلى فيينا للحصول على رخصة لممارسة الطب. تحول اختصاصها هناك من طب الأطفال إلى الطب النفسي، وبدأت في عام 1926 تدربها على التحليل النفسي مع هيلين دويتش؛ لتُقبَل بعد سبع سنوات كمحللة نفسية. رحبت شونبيرغر بالعمل مع الأطفال وكانت شغوفة بذلك؛ إذ أحبت الطريقة التي أعطاها الأطفال انتباههم فيها وأظهروا فرحتهم في التعاون معها.
تزوجت مارغريت شونبيرغر في عام 1936 من بول مالر. انتقل الزوجان إلى بريطانيا بعد صعود النازيين إلى السلطة، ومن ثم إلى الولايات المتحدة الأمريكية في عام 1938. أنشأت بعد حصولها على ترخيص طبي من نيويورك عيادة شونبيرغر مالر في قبو وبدأت في إعادة بناء عملائها. التقت في عام 1939 بنيامين سبوك، وبعد أن قدمت ندوة حول التحليل النفسي للطفل في عام 1940، أصبحت معلمة كبيرة في التحليل النفسي للطفل. التحقت بمعهد التنمية البشرية والمعهد التربوي وجمعية التحليل النفسي في نيويورك، وعملت في عام 1948 على دراسات سريرية حول الحالات الحميدة والخبيثة من الذهان في مرحلة الطفولة.
منحت كلية بارنارد في احتفالات عام 1980 شونبيرغر مالر أعلى وسام تقدير في الكلية، وهو وسام بارنارد للتميز.
توفيت شونبيرجر مالر في الثاني من أكتوبر عام 1985.

## عملها
عملت مارغريت مالر كمحللة نفسية مع الأطفال المضطربين نفسيًا، وأسست مع مانويل فورير مركز ماسترز للأطفال في مانهاتن في عام 1950، وطورت هناك نموذج العلاج الثلاثي، الذي شاركت فيه الأم في علاج الطفل. بدأت مالر في استكشافات أكثر توجهًا للاضطرابات الشديدة في الطفولة وأكدت على أهمية تأثير البيئة على الطفل. كانت مهتمة بالعلاقة بين الأم والرضيع بشكل خاص ووثقت بعناية تأثير الانفصال الباكر للأطفال عن أمهاتهم. كانت أعمالها حول الانفصال والتفرد من أهم الإسهامات التي قدمتها لتطوير التحليل النفسي.
ويمكن اعتبار الانفصال والتفرد بمثابة الولادة النفسية للطفل؛ وهو ما يحدث على مدى الفترة التي يبدأ فيها الطفل بالانفصال عن الأم ويصبح متفردًا ومستقلًا.
ألقت مالر الضوء على السمات الطبيعية وغير الطبيعية لعلم نفس الأنا التنموي. وعملت مع الأطفال الذين يعانون من الذهان، على الرغم من عدم تغطية التحليل النفسي بعد للذهان.
خطرت لها فكرة ذهان الطفل التكافلي. إذ رأت أنّ الأعراض ما هي إلا خروج عن محور العمليات الطبيعية حيث تصبح التمثيلات الذاتية (تمثيل ذات الشخص لنفسه) وتمثيل الكائنات (تمثيل شخص مألوف) متباينة. ولعل أهم أعمالها هو «الولادة النفسية للرضيع البشري: التكافل والتفرد» الذي كتبته في عام 1975 مع فريد باين وآني بيرغمان.

## نظرية الانفصال- التفرد لنمو الطفل
يحدث نمو الطفل في نظرية مالر على مراحل، ولكل مرحلة منها عدة مراحل فرعية:
- مرحلة التوحد الطبيعية في الأسابيع القليلة الأولى من الحياة حيث ينفصل الرضيع ويُمتَص ذاتيًا ويقضي معظم وقته في النوم. تخلت مالر في وقت لاحق عن هذه المرحلة، بناءً على نتائج جديدة من أبحاث الرضع. وعلى الرغم من قولها أنها غير موجودة، ما تزال هذه المرحلة تظهر في العديد من الكتب التي تدور حول نظرياتها.
- المرحلة التكافلية الطبيعية: تستمر هذه المرحلة حتى عمر 5 أشهر تقريبًا يصبح الطفل فيها على دراية بالأم، ولكنه لا يشعر بالفردية. يكون الرضيع والأم واحد ويوجد حاجز بينهما وبين بقية العالم.
- مرحلة الانفصال- التفرد: يمثل وصول هذه المرحلة نهاية المرحلة التكافلية الطبيعية. يشير مصطلح الانفصال إلى تطور الحدود والتمايز بين الرضيع والأم، بينما يشير مصطلح التفرد إلى تطور الأنا لدى الطفل والشعور بالهوية والقدرات المعرفية. تشرح مالر كيف يكسر الطفل الذي يبلغ من العمر بضعة أشهر قوقعة التوحد لينطلق إلى العالم بصلات بشرية. تنقسم عملية الانفصال والتفرد إلى مراحل فرعية، ولكل منها بداية ونتائج ومخاطر خاصة بها. تكون المراحل الفرعية التالية بهذا الترتيب ولكنها تتداخل بين بعضها البعض إلى حدٍّ كبير.
  - التفريخ بالأشهر الأولى: يتوقف الرضيع عن تجاهله الفرق بينه وبين الأم. وقد سُميت هذه المرحلة بهذا الاسم بسبب قيام الطفل في هذه المرحلة بكسر القوقعة والخروج منها لتزداد بذلك يقظته واهتمامه بالعالم الخارجي.  يبقى الطفل في هذه المرحلة يستخدم الأم كنقطة توجيه أساسية.
  - الممارسة بعمر 9- 16 شهر: يبدأ الطفل في الاستكشاف بنشاط ويصبح بعيدًا عن الأم بسبب قدرته على الزحف والمشي بحرية، ولكنه يبقى مرتبطًا بأمه.
  - التقارب بعمر 15- 24 شهر: يصبح الرضيع في هذه المرحلة قريبًا من الأم؛ إذ يدرك الطفل أن حركته الجسدية تقتضي انفصاله النفسي عن والدته. قد يريد الطفل أن تكون والدته في الأفق حتى يتمكن من استكشاف عالمه من خلال التواصل العيني والفعلي، ويبقى الخطر بأن تسيء الأم قراءة هذه الحاجة فتغيب أو ينفذ صبرها؛ إذ يمكن لهذا الأمر أن يؤدي إلى إحساس الطفل بالخوف القلق من الهجران. قد يتأسس ما يسمى بالأهبة المزاجية الأساسية في هذه المرحلة. ينقسم التقارب إلى عدة مراحل فرعية:

- البداية بدافع الرغبة في مشاركة الاكتشافات مع الأم.
- أزمة البقاء مع الأم: أن يكون قريبًا من الناحية العاطفية وأن يكون أكثر استقلالية واستكشافًا.
- الحل: يمكّن تطور اللغة والأنا العليا الفرد من إيجاد حلول خاصة.

مكن أن تؤدي الاضطرابات في عملية الانفصال والتفرد الأساسية إلى اضطراب قدرة الحفاظ على إحساس موثوق به بالهوية الفردية في مرحلة البلوغ.

## استمرارية الكائن
يصف مصطلح استمرارية الكائن -على غرار مصطلح ديمومة الكائن لجان بياجيه- المرحلة التي يفهم الطفل فيها امتلاك الأم هوية منفصلة وأنها بالفعل فرد منفصل. يؤدي هذا إلى تشكيل الاستبطان، وهو التمثيل الداخلي الذي شكله الطفل للأم؛ يوفر هذا الاستبطان للطفل صورة تزوده بمستوى لاوعي من الدعم التوجيهي والراحة من أمه. يمكن أن تؤدي أوجه القصور في الاستبطان الإيجابي إلى الشعور بعدم الأمان وقلة احترام الذات في مرحلة البلوغ.

## أعمال مختارة
- عن التعايش البشري وتقلبات التفرد- 1969.
- الولادة النفسية للرضيع البشري: التعايش والتفرد- 1975.
- الذهان الطفلي والعوامل المساهمة الباكرة.
- التقارب: المرحلة الفرعية الحرجة، الانفصال- التفرد.
- الانفصال– التفرد.